# Piramida w Meidum
Piramida w Meidum – piramida w miejscowości Meidum w Egipcie, na południe od Sakkary i Dahszur. Była pierwszą piramidą z gładkimi stokami.

## Historia i rozmiary
Budowa tej piramidy została rozpoczęta przez Huniego, a dokończona przez jego domniemanego syna Snofru. Pierwotnie wybudowano ją jako piramidę schodkową o 7 stopniach. Rdzeniem piramidy była konstrukcja w kształcie wieży, stanowiąca jednocześnie jej siódmy stopień nachylony pod kątem 75°. Do wieży tej następnie dobudowano sześć grubych warstw, kolejno coraz niższych, stanowiących kolejne stopnie piramidy nachylone pod tym samym kątem co rdzeń. Całość konstrukcji została oblicowana wapieniem z Tura. Zaraz po ukończeniu wersji siedmiostopniowej rozpoczęto rozbudowę do wersji ośmiostopniowej. Jej wysokość wstępnie wynosiła 85 m, a długość boku – 120,8 m. Przebudowa powiększyła ją do wysokości 92,5 m, a długość boku sięgnęła 144,3 m. Ta rozbudowana konstrukcja również otrzymała oblicowanie z wapienia z Tura. Przebudowa miała miejsce między 29. a 33. rokiem panowania Snofru. Kolejna przebudowa, polegająca na wypełnieniu załamań stopni nadała jej kształt ostrosłupa o kącie nachylenia 51,5°. Całość również została oblicowana wapieniem z Tura. Ciekawym szczegółem architektonicznym piramidy w Meidum jest to, że dolne wypełnienie stopni oraz oblicowanie posadowiono na platformie, wykonanej z podsypki z ubitego, suchego piasku oraz położonych na niej bloków kamiennych. Platformę tę wykonano zapewne dla zniwelowania terenu potrzebnego do budowy piramidy. Do czasów współczesnych zachowała się spora część konstrukcji naziemnej piramidy – resztki stopnia trzeciego i czwartego piramidy siedmiostopniowej oraz całości stopnia piątego i szóstego i fragmenty stopnia siódmego piramidy ośmiostopniowej, a także zachowane w dobrym stanie dolne fragmenty piramidy ostrosłupowej wraz z oblicowaniem i platformą, na której cała piramida została zbudowana.
Sam władca nie został pochowany w tej piramidzie, tylko w Czerwonej Piramidzie w Dahszur, która została wybudowana m.in. dzięki doświadczeniom zebranym przy budowie lub przebudowie piramidy w Meidum.

## Wnętrze

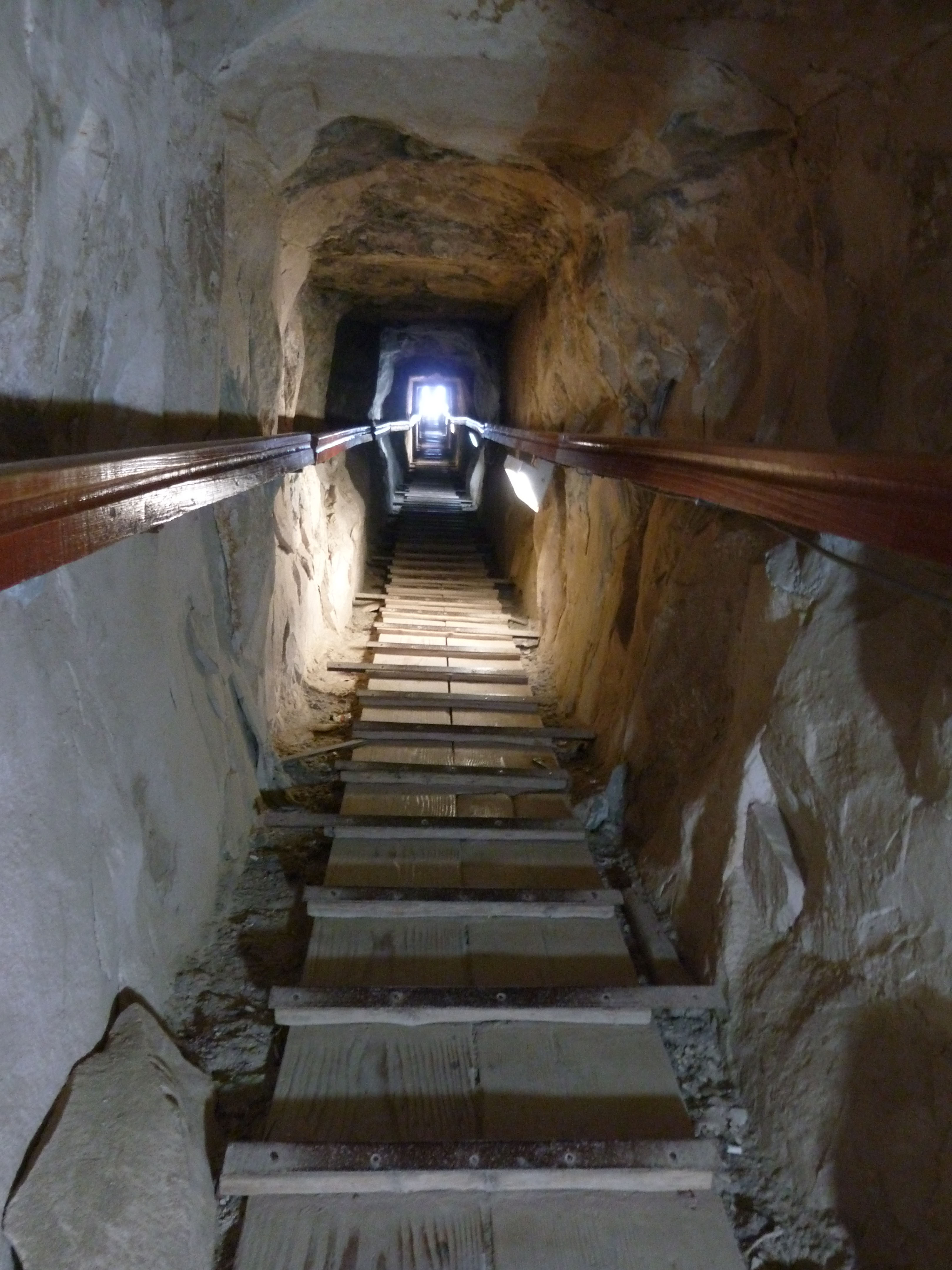
Korytarz

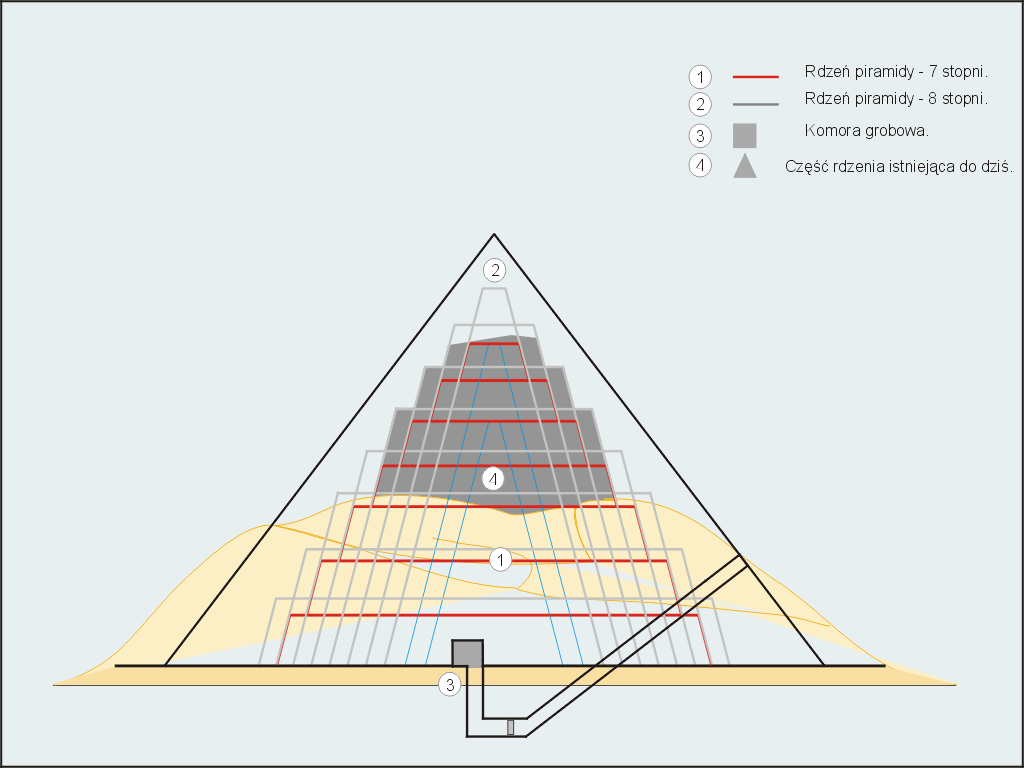
Etapy budowy piramidy w Meidum

Wejście do piramidy umieszczone jest na wysokości 15 m na ścianie północnej. Prowadzi od niego w dół korytarz o długości ok. 58 m, opadający w głąb piramidy i podłoża pod kątem 28°. Korytarz ten kończy się poziomym odcinkiem o długości ok. 9,5 m. W pobliżu załamania korytarza zstępującego i początku odcinka poziomego, w podłodze korytarza znajduje się niewielkie zagłębienie, a w ścianach i suficie wyżłobione bruzdy. Dalej, w bocznych ścianach poziomego odcinka, po obu jego stronach, znajdują się dwie nisze o wymiarach 2,6 m x 1,2 m, prawdopodobne miejsca dla bloków kamiennych, które niegdyś miały służyć jako blokady wejścia do komory grobowej. W końcu poziomego odcinka, w jego suficie widnieje otwór pionowego szybu, prowadzącego do komory grobowej, łączącego się z nią w jej północno-wschodnim narożniku. Podłoga komory grobowej o wymiarach 5,9 m (oś pn. – pd.) x 2,65 m została wykuta w skale macierzystej, a jej część górna została wbudowana w masyw piramidy. Całość komory wykonana została z wapienia, zarówno ściany jak i strop. Strop komory grobowej jest stropem wspornikowym, wykonanym z siedmiu warstw kamiennych płyt, wspartych na ścianach wschodniej i zachodniej. W chwili odkrycia piramidy w komorze grobowej nie znaleziono sarkofagu ani żadnych jego fragmentów.

## Zespół grobowy
Zespół piramidy miał kształt prawie kwadratowy. Świątynia Dolna była połączona z małą Świątynią Górną rampą o długości 210 m i szerokości 3 m, której pozostałości można jeszcze oglądać. Po przejściu przez kaplicę Świątyni Górnej zygzakowatym korytarzem, mającym formę hieroglifu oznaczającego „przechodzić, pokonywać”, wchodzi się na małe podwórko, gdzie wznoszą się dwie pozbawione inskrypcji stele o wysokości 4,2 m. Stąd też można się wspiąć do wejścia do piramidy.